# Marc Stenger
Marc Camille Michel Stenger (Phalsbourg, 27 agosto 1946) è un vescovo cattolico francese, dal 28 dicembre 2020 vescovo emerito di Troyes.

## Biografia
Marc Camille Michel Stenger è nato a Phalsbourg il 27 agosto 1946 ed è figlio di Jules Stenger, direttore commerciale, e di Camille (nata Freund).

### Formazione e ministero sacerdotale
Dopo aver conseguito la laurea in lettere all'École Pratique des Hautes Etudes di Parigi, ha compiuto gli studi per il sacerdozio presso l'Institut catholique della stessa città come alunno del seminario carmelitano e presso la Pontificia Università Gregoriana a Roma come alunno del Pontificio Seminario Francese conseguendo la licenza in teologia.
Il 28 giugno 1975 è stato ordinato presbitero per la diocesi di Metz. In seguito è stato vicario parrocchiale della parrocchia dell'Immacolata Concezione a Metz dal 1975 al 1981; membro dell'équipe di formazione del Pontificio Seminario Francese dal 1981 al 1984; membro dell'équipe di formazione del seminario maggiore di Metz dal 1984 al 1990; vicario episcopale incaricato della pastorale giovanile dal 1984 al 1998; responsabile diocesano e poi per la regione dell'Alsazia-Lorena della formazione dei giovani sacerdoti dal 1985 al 1992; parroco della parrocchia di Notre-Dame a Metz dal 1990 al 1992 e superiore del seminario maggiore di Metz dal 1992 al 1999.

### Ministero episcopale
Il 30 aprile 1999 papa Giovanni Paolo II lo ha nominato vescovo di Troyes. Ha ricevuto l'ordinazione episcopale il 5 settembre successivo nella cattedrale dei Santi Pietro e Paolo a Troyes dal vescovo Orléans Gérard Antoine Léopold Daucourt, co-consacranti il vescovo di Metz Pierre René Ferdinand Raffin e quello di Treviri Hermann Josef Spital. Durante la stessa celebrazione ha preso possesso  della diocesi.
Nel novembre del 2003 e nel novembre del 2012 ha compiuto la visita ad limina.
In seno alla Conferenza episcopale di Francia è stato membro della commissione per la missione universale della Chiesa e membro del consiglio per i movimenti e le associazioni di fedeli dal 2014 al 2020. È stato anche presidente di Pax Christi per la Francia dal 2003 al 2019  e presidente del comitato episcopale francese per l'America latina (CEFAL).
Nel luglio del 2019 è stato eletto co-presidente di Pax Christi International con la religiosa keniota Teresia Wamuyu Wachira. È anche consigliere spirituale del Malteser International  e cappellano conventuale ad honorem del Sovrano Militare Ordine di Malta.
A partire dal novembre del 2009 ha presieduto un gruppo di lavoro sul tema "ecologia e ambiente" composto da Pierre-Marie Carré, arcivescovo di Montpellier; Jean-Louis Papin, vescovo di Nancy; Gilbert Louis, vescovo di Châlons, Jean-Claude Boulanger, vescovo di Bayeux, Jean-Pierre Grallet, arcivescovo di Strasburgo, e Pascal Wintzer, arcivescovo di Poitiers.
Il 24 novembre 2020 è stato colpito da un ictus. Il 28 dicembre successivo papa Francesco ha accettato la sua rinuncia al governo pastorale della diocesi per motivi di salute.

## Prese di posizione

### Pace
Come presidente di Pax Christi, monsignor Stenger ha accolto con favore la risoluzione A/53/25 del 10 novembre 1998 dell'Assemblea generale delle Nazioni Unite proclamando "il periodo 2001-2010 è il decennio internazionale per la promozione di una cultura della non violenza e della pace a beneficio dei bambini del mondo". Ha pubblicato un documento su questo tema per contribuire alla riflessione e per offrire alcune indicazioni sul percorso necessario per passare da una cultura della violenza, che ha accompagnato l'umanità fin dalle sue origini, ad una vera cultura della pace.

### Cristiani iracheni
All'inizio del 2008, a nome di Pax Christi, ha denunciato la situazione dei cristiani in Iraq che si sentono abbandonati, sottolineando il loro ruolo di mediatori tra la cultura orientale e quella occidentale.

### Colombia
Dopo un soggiorno di dieci giorni in Colombia nel 2002, ha espresso il suo pensiero sulla situazione nel paese. Ha sottolineato che l'instaurazione della pace richiede necessariamente il rispetto dei diritti umani e la possibilità data a "tutto l'uomo e a tutti gli uomini" di essere riconosciuti.

### Ecologia
Ha curato un'opera collettanea con la prefazione di Nicolas Hulot, dal titolo Planète vie, planète mort: l'heure des choix pubblicato dalle Éditions du Cerf nel 2005, in cui parla dell'ecologia e del rispetto del creato in una prospettiva cristiana.

## Genealogia episcopale
La genealogia episcopale è:
- Cardinale Scipione Rebiba
- Cardinale Giulio Antonio Santori
- Cardinale Girolamo Bernerio, O.P.
- Arcivescovo Galeazzo Sanvitale
- Cardinale Ludovico Ludovisi
- Cardinale Luigi Caetani
- Cardinale Ulderico Carpegna
- Cardinale Paluzzo Paluzzi Altieri degli Albertoni
- Papa Benedetto XIII
- Papa Benedetto XIV
- Papa Clemente XIII
- Cardinale Giovanni Francesco Albani
- Cardinale Carlo Rezzonico
- Cardinale Antonio Dugnani
- Arcivescovo Jean-Charles de Coucy
- Cardinale Gustave-Maximilien-Juste de Croÿ-Solre
- Vescovo Charles-Auguste-Marie-Joseph Forbin-Janson
- Cardinale François-Auguste-Ferdinand Donnet
- Vescovo Charles-Emile Freppel
- Cardinale Louis-Henri-Joseph Luçon
- Cardinale Charles-Henri-Joseph Binet
- Arcivescovo Maurice-Louis Dubourg
- Vescovo Claude-Constant-Marie Flusin
- Arcivescovo Lucien Charles Gilbert Daloz
- Vescovo Gérard Antoine Léopold Daucourt
- Vescovo Marc Camille Michel Stenger